# 345 av. J.-C.
Cette page concerne l'année 345 av. J.-C. du calendrier julien proleptique.

## Événements
- 11 juillet (28 juin du calendrier romain) : début à Rome du consulat de Marcus Fabius Dorso et Servius Sulpicius Camerinus Rufus. Guerre contre les Aurunces. Lucius Furius Camillus est nommé dictateur pour les combattre et aurait fait le vœu de construire le temple de Junon Moneta sur le Capitole en cas de victoire[1]. La prise de Sora met fin à la guerre[2].
- Octobre : arrivée des captifs sidoniens à Babylone et à Suse après la prise de la ville[3]. Le roi perse Artaxerxès III reprend la Phénicie (Sidon est brûlée) et Chypre[4].

- Philippe II de Macédoine intervient contre le roi des Illyriens Pleuratos qu’il pourchasse loin de ses frontières. Il est blessé au cours des combats mais ramène un butin considérable[5].
- Aristote se rend à Mytilène, sans doute invité par son condisciple Théophraste[6].

- En Inde, début du règne de Mahapadma Nanda, roi Nanda de Magadha[7].

## Naissances
- Roxane, aristocrate bactrienne, épouse d'Alexandre le Grand.